# BUFF Filmfestival
BUFF Filmfestival er en international børne- og ungdomsfilmfestival i Malmø. Den holdes hvert år i marts, og startede i 1984.
BUFF Filmfestival er medlem af European Children's Film Association (ECFA).

## Filmpriser
Hvert år uddeles priser på festivalen:
- The City of Malmö Children’s Film Award
- The Church of Sweden Award
- Young People’s Film Award
- ECFA Award
- Region Skåne Short Film Award
- SVT’s Pitch Award
- Children’s Cinema of the Year
- Sydsvenskan and BUFF’s Award
- SF Bio Children’s Film Scholarship

## Weblinks
- BUFF Filmfestival